# Journal of Near Infrared Spectroscopy
Das Journal of Near Infrared Spectroscopy, abgekürzt J. Near Infrared Spectrosc., ist eine wissenschaftliche Fachzeitschrift, die vom NIR-Verlag veröffentlicht wird. Die Zeitschrift erscheint mit vier Ausgaben im Jahr. Es werden Artikel veröffentlicht, die sich mit der Anwendung von NIR beschäftigen.
Der Impact Factor lag im Jahr 2014 bei 1,25. Nach der Statistik des ISI Web of Knowledge wird das Journal mit diesem Impact Factor in der Kategorie angewandte Chemie an 37. Stelle von 72 Zeitschriften und in der Kategorie Spektroskopie an 28. Stelle von 44 Zeitschriften geführt.